# Operació Barclay
L'Operació Barclay va ser un pla de distracció aliat per donar suport a la Invasió aliada de Sicília el 1943, durant la II Guerra Mundial.
Amb aquesta operació es pretenia despistar als comandants militars de l'Eix sobre la localització de l'esperat assalt aliat a la Mediterrània i retirar l'atenció i els recursos de Sicília. Indicava específicament una invasió a través dels Balcans, mitjançant els moviments de tropes, el trànsit radiofònic, el reclutament d'intèprets de grec, l'adquisició de mapes de Grècia i l'Operació Carn Picada. Els aliats van crear un exèrcit fictici, el 12è Exèrcit a la Mediterrània Oriental, consistent en 12 divisions fictícies. Hitler sospitava que els aliats provarien d'envair Europa a través dels Balcans, i Barclay serví per reforçar-li l'opinió. La distracció va assolir l'èxit. L'OKW assumí una major concentració de forces a la Mediterrània Oriental i reforçà les seves forces als Balcans, passant de 8 a 18 divisions. A més, la flota italiana es dirigí cap a l'Adriàtic, lluny de Sicília. L'Operació Husky aconseguí la sorpresa pretesa.